# Ideonella azotifigens
Ideonella azotifigens es una bacteria gramnegativa del género Ideonella. Fue descrita en el año 2009. Su etimología hace referencia a fijación de nitrógeno. Es aerobia y móvil. Tiene un tamaño de 0,5-1 μm de ancho por 2-6 μm de largo. Forma colonias convexas, circulares y mucosas. Temperatura de crecimiento entre 4-35 °C, óptima de 30 °C. Catalasa y oxidasa positivas. Tiene capacidad para fijar el nitrógeno. Se ha aislado del suelo, asociada a la rizosfera de hierba. 